# Brumbungan Lor
Brumbungan Lor is een bestuurslaag in het regentschap Probolinggo van de provincie Oost-Java, Indonesië. Brumbungan Lor telt 2379 inwoners (volkstelling 2010).